# Transposicionals
En malabarisme, els transposicionals són una manera de modelitzar matemàticament els llançaments. Els transposicionals es basen en la idea que el temps entre cada llançament resta constant, cosa que permet preveure el nombre de llançaments que tindrem el temps de fer abans que una bola, per exemple, torni a caure.

## Les bases
Un transposicional és simplement una sèrie de xifres que descriuen alternativament l'alçada dels llançament de la mà dreta i de la mà esquerra. Per exemple, la cascada de 3 boles s'anota simplement: 33333333... La mà esquerra llança a l'alçada 3, després la mà dreta fa el mateix, i així successivament. En la pràctica, es para la sèrie a la primera repetició. La cascada de 3 boles es representa aleshores 3.
Les xifres descriuen l'alçada dels llançaments com segueix:
- el 0 correspon a una mà buida.
- l'1 correspon a passar ràpidament la bola d'una mà a l'altre.
- el 2 correspon a que l'objecte resta a la mà.
- el 3 correspon a l'alçada dels llançaments quan es malabareja amb 3 boles (creuat).
- el 4 correspon a l'alçada dels llançaments quan es malabareja amb 4 boles (no creuat).
- el 5 correspon a l'alçada dels llançaments quan es malabareja amb 5 boles (creuat)

i així successivament...
NOTA: pels llançaments superiors a 9 s'utilitzen generalment les lletres: 8, 9, a, b, c,... (a=10, b=11…).
En realitat, les xifres corresponen més aviat al temps que la bola llançada no ho sigui de nou que a l'alçada dels llançaments (però està tot lligat: un llançament alt serà més llarg que un llançament baix). Aleshores, en funció del ritme del malabarista, un mateix transposicional serà malabarejat més o menys alt. El transposicional és un sistema de notació molt còmode per això: només imposa el temps, però no una alçada precisa.
Podem considerar un exemple més evolucionat que la cascada de 3 boles. El flash, per exemple de 3 boles, consisteix a llançar les boles més alt per quedar-se amb les dos mans lliures durant un curt instant de temps abans de reprendre una cascada normal. Això porta, de fet, llançar les tres boles a l'alçada d'una cascada de 5 boles i després no fer res durant el temps lliure que correspon a les 2 boles restants. Aquesta seqüència es nota 55500:
- el primer 5 correspon a un llançament amb la mà esquerra.
- el segon 5 correspon a un llançament amb la mà dreta.
- el tercer 5 correspon a un segon llançament amb la mà esquerra.
- els dos 0 corresponen al temps de repòs.

## Transposicionals asíncrons i síncrons
Els llançaments són sovint asíncrons, és a dir que les dues mans no realitzen llançaments alhora sinó alternativament. A cada temps un objecte és llançat: un cop de la mà esquerra, un cop de la mà dreta (excepte pel 0 que indica justament una mà buida). Cada mà llança cada dos temps.
També és possible malabarejar de manera síncrona, és a dir que els llançaments es fan alhora amb les dues mans. En aquest cas, es noten els dos llançaments entre parèntesis i separats per una coma. Per exemple (4,4) és una font de 4 boles síncrona, mentre que 44444... és una font de 4 boles asíncrona. En els transposicionals síncrons només s'utilitzen nombres parells. No obstant això, pot ser que els llançaments siguin creuats. En aquest cas s'adjunta una x després de la xifra. Per exemple, (4,2x)(2x,4) és la caixa de 3 boles.
Una qüestió habitual és la següent: perquè només s'utilitzen els nombres parells? La resposta curta és que això permet de comparar més fàcilment amb les figures asíncrones. Si malabarajem amb 3 boles en una mà la notació síncrona dona (6,0). Però com només s'utilitza una mà també ho podríem escriure (3,0), on cada bola de la mà esquerra és llançada cada 3 temps.
Es tracta doncs d'una convenció coherent. Com les xifres dels transposicionals corresponen al nombre de temps abans que la bola sigui llançada de nou, una xifra imparella no té sentit, ja que no hi haurà llançament un nombre imparell de temps més tard.

## Càlculs
Per saber el nombre d'objectes amb el que hem de malabarejar una seqüència podem sumar totes les xifres i dividir el resultat pel nombre de xifres.
Per exemple el transposicional: 5551
5+5+5+1=16
16/4=4
Aquesta seqüència es malabareja amb 4 boles. Si el nombre de boles trobat no és enter, el transposicional no és vàlid. Tot i això, aquesta condició no és suficient per assegurar la validesa d'un transposicional. 432 es podria malabarejar amb tres boles, tot i això no és vàlid.
Per assegurar la validesa d'una seqüència s'ha d'utilitzar un mètode una mica més complicat que veurem amb un exemple:
Per començar, el període d'un transposicional correspon al nombre de llançaments abans que es repeteixi la seqüència.
- volem testar la validesa de 97531. El seu període és 5. Fa falta escriure el transposicional i a sota l'ordre dels llançaments. Seguidament se sumen les dues línies i s'apunta la resta de la divisió pel període, és a dir 5 (s'efectua un mòdul):

```
9 - 7 - 5 - 3 - 1
1 - 2 - 3 - 4 - 5
```

això ens dona:
```
10- 9 - 8 - 7 - 6

0 - 4 - 3 - 2 - 1
```

Si els valors trobats són tots diferents el transposicional és vàlid.
- considerem l'exemple no vàlid que hem anomenat abans, el 432. El seu període és tres:

```
4 - 3 - 2
1 - 2 - 3 

5 - 5 - 5

2 - 2 - 2
```

Els tres valors són idèntics, per això aquest transposicional no és vàlid.
Nota: Existeix la noció de transposicional exitat

## Els multiplexes
Els multiplexes es noten així: [45]. Això significa que és necessari llançar un 4 i un 5 al mateix temps. Es poden utilitzar totes les xifres a l'interior dels claudàtors per indicar, excepte el 0.
El nombre de boles llançades en un múltiplex defineix la seva categoria:
[45] és un duplex,
[234] és un tríplex,
[4567] és un quadrúplex,
etc.

## Creuar els braços
És possible d'adjuntar a aquesta notació la posició dels braços. El principi és el següent:
- O per 'over' representa els braços creuats, la mà que llança per sobre l'altra.
- U per 'under' representa els braços creuats, la mà que llança a sota.
- S per 'side' representa els braços no creuats.

Exemples:
- S en un patró 3 representa una cascada simple de 3 boles.
- O - S - U en un patró 3 representa un mills mess (veure Figures de malabarisme amb boles) : els llançaments són de 3 però alternativament a sobre de l'altre braç, descreuats i després sota l'altre braç.

## L'aplicació als rebots
Podem fer exactament els mateixos transposicionals amb les boles que reboten en lloc de les boles llançades a l'aire normalment. A més, es poden adjuntar notacions indicant els llançaments actius (rebotant) i passius (a l'aire) afegint a o p i així barrejar els llançaments de rebot i els llançaments normals en les mateixes seqüències.

## El malabarisme resta un art
Aquesta notació és una eina que només informa de les alçades dels llançaments. Contràriament al que se li ha retret alguna vegada, no limita la creativitat dels malabaristes ni la vessant artística del malabarisme. La notació permet intercanvis més fàcils entre els malabaristes.
Tot i això queden nombroses variants que no es precisen en els transposicionals:
- Llançaments per l'esquena, per sota la cama,...
- Agafar la bola sobre el cap,...
- En un 0 o un 2 es pot efectuar una pirueta, un salt perillós, una reverència,...
- Variants específiques de les masses (1 volta, 2 voltes, sobre el pla paral·lel al cos…)

Es poden considerar els transposicionals com el solfeig del malabarisme.

## Exemples

### 1 objecte
1
300
50000

### 2 objectes
40
5300
501
31

### 3 objectes
3
423
531
441
5511
45141
4512
34512
44502
571122
63141
60
42
522
55500

### 4 objectes
4
55550
5551
552
561
53

### 5 objectes
5
73
744
97531